# Pierre Armand (scénariste)
Pour les articles homonymes, voir Pierre Armand et Armand.
Pierre Armand (né en 1930) est un réalisateur, scénariste, adaptateur et dialoguiste français.
Il a écrit une nouvelle, Le Sérum de bonté (Les éditions d'aujourd'hui, 1957), qui a été adaptée à la télévision en 1960 par Jean-Daniel Norman.

## Filmographie
- 1961 : À rebrousse-poil
- 1964 : Paris champagne
- 1965 : Les Mordus de Paris

## Sources
- Encyclopedia of French directors, Philippe Rège, 2010, Volume 1  (ISBN 978-0-8108-6137-4) Lire en ligne